# Tumor M2-PK
Tumor M2-PK – kluczowy enzym biorący udział w procesie metabolizmu komórek rakowych, dimeryczna forma izoenzymu kinazy pirogronianowej. Testy analityczne  na jego obecność w kale i osoczu umożliwiają  wykrycie raka jelita grubego oraz są stosowane w diagnostyce uzupełniającej innych typów nowotworu. 
Tumor M2-PK nie jest markerem nowotworowym swoistym dla określonego organu. Ilość Tumor M2-PK w stolcu oraz próbkach osocza odzwierciedla określony status metaboliczny guza.  Oznaczenie M2-PK wykonywane jest za pomocą metody immunoenzymatycznej (Sandwich – ELISA), opartej na dwóch przeciwciałach monoklonalnych, swoiście wykrywających dimerową formę kinazy pirogronianowej (M2-PK). Metoda umożliwia ilościową detekcję izoenzymu M2-PK w kale i osoczu.

## Badanie przesiewowe z wykorzystaniem M2-PK w kierunku wczesnego wykrywania polipów i raka jelita grubego
Wstępne badania kliniczne przeprowadzone w Niemczech, Wielkiej Brytanii oraz Irlandii, analizujące możliwość wykorzystania testu Tumor M2-PK jako biomarkera we wczesnym wykrywaniu raka jelita grubego wykazały, że czułość testu oscyluje w granicach 73% (opublikowane badania) a 97% (niepublikowana sesja plakatowa). Dla polipów o średnicy większej niż 1 cm czułość wyniosła 60%; dla polipów mniejszych niż 1 cm – 25%. Ogólna czułość dla polipów wyniosła 40%.
Większość osób jest bardziej skłonna zaakceptować nieinwazyjne metody badań diagnostycznych. Co za tym idzie, oznaczenie Tumor M2-PK w próbkach kału, uzupełnione o kolonoskopię, wyjaśniającą przyczynę wyniku pozytywnego mogą stanowić zaawansowaną metodę wczesnego wykrywania raka jelita grubego. Konieczne są jednak dalsze badania, zanim możliwe będzie uznanie testu jako procedury przesiewowej.

## Pomiary Tumor M2-PK w badaniach nad nowotworami
Prace licznych międzynarodowych grup badawczych wykazały silnie zwiększoną ilość Tumor M2-PK w osoczu pacjentów z guzami nerek, płuc, piersi, szyjki macicy, nowotworów przewodu pokarmowego (przełyku, żołądka, trzustki, jelita grubego, odbytnicy) i czerniakiem, skorelowaną ze stadium rozwoju nowotworu.
Połączenie Tumor M2-PK z określonym "tradycyjnym" markerem nowotworowym, takim jak CEA w przypadku raka jelita, CA 19-9 dla raka trzustki czy CA 72-4 dla raka żołądka, znacznie zwiększa czułość detekcji różnych typów raka.
Test Tumor M2-PK ma istotne zastosowanie w monitorowaniu terapii nowotworowej, określaniu prawidłowości lub błędu leczenia, stanowiąc wskaźnik skuteczności leczenia.
Obniżenie ilości Tumor M2-PK w czasie trwania leczenia i jego niski poziom po jej ukończeniu wskazują na sukces leczenia. Zwiększona ilość odwrotnie – wskazuje na przerzuty lub nawrót choroby, albo oba jednocześnie.
Podwyższone wielkości Tumor M2-PK mogą być również wynikiem ostrych stanów zapalnych, które należy wykluczyć podczas diagnostyki różnicowej.

## Naukowe podstawy roli Tumor M2-PK w metabolizmie nowotworu
Kinaza pirogronianowa katalizuje ostatni etap glikolizy, defosforylację fosfoenolopirogronianu do pirogronianu i jest odpowiedzialna za produkcję energii na ścieżce glikolitycznej.
W zależności od funkcji metabolicznych pełnionych przez tkanki, wydzielane są różne izoformy kinazy pirogronianowej.
M2-PK (PKM2) jest izoenzymem charakterystycznym dla wszystkich komórek proliferujących (w tym m.in. fibroblastów, komórek zarodkowych, dorosłych komórek macierzystych) oraz komórek nowotworowych. W trakcie procesu nowotworzenia, każdorazowo zanikają izoenzymy tkankowo specyficzne, takie jak L-PK w wątrobie lub M1-PK w mózgu, a pojawia się forma M2-PK.

### Rola tetramerycznych i dimerycznych form M2-PK w metabolizmie nowotworu
M2-PK może wystąpić w dwóch odmiennych formach w komórkach proliferujących:
- Formie tetramerycznej, składającej się z czterech podjednostek
- Formie dimerycznej, składającej się z dwóch podjednostek.

Forma tetrameryczna M2-PK odznacza się dużym powinowactwem do substratu, fosfoeneolopirogronianiu (PEP) i jest wysoce aktywna przy fizjologicznym stężeniu PEP. Ponadto forma ta jest związana z kilkoma innymi enzymami glikolitycznymi stanowiąc tzw. enzymatyczny kompleks glikolityczny. Ze względu na bliskość enzymów, związanie w kompleks prowadzi do wysoce efektywnej konwersji glukozy do mleczanu. Gdy M2-PK występuje w wysoce aktywnej formie tetramerycznej, co jest regułą dla większości normalnie namnażających się komórek, glukoza jest przetwarzana głównie do mleczanu w celu produkcji energii.
Dimeryczną formę M2-PK cechuje niskie powinowactwo do fosfoeneolopirogronianu (PEP). Jest ona  prawie nieaktywna w fizjologicznych stężeniach PEP. Gdy M2-PK występuje głównie w mało aktywnej formie dimerycznej (co ma miejsce w przypadku komórek nowotworowych), fosfometabolity gromadzą się i są kierowane w procesy syntezy, ulegając przekształceniu w półprodukty glikolityczne takie jak: kwas nukleinowy, fosfolipidy i syntezy aminokwasu.
Kwas nukleinowy, fosfolipidy i aminokwasy są ważnymi elementami budulcowymi, niezbędnymi dla komórek proliferującym, takich jak komórki nowotworowe.
Z racji kluczowej roli kinazy pirograniowej w procesie glikolizy, stosunek tetrameru do dimeru M2-PK określa, czy glukoza przetwarzana jest do pirogronianu i mleczanu w procesie wytwarzania energii (forma tetrameru) czy też kierowana w procesy syntezy (forma dimeru).
W komórkach nowotworowych M2-PK występuje głównie w formie dimerycznej. Z tego powodu dimeryczna forma M2-PK została nazwana Tumor M2-PK. 
Dimeryzacja M2-PK w komórkach nowotworowych wywoływana jest w wyniku bezpośrednich interakcji M2-PK z określonymi onkoproteinami. 
Stosunek tetrametru do dimeru nie ma wartości stałej. 
Brak tlenu lub wysoka akumulacja półproduktów glikolitycznych, takich jak fruktozo-1,6-difosforanu  lub seryny, indukują powtórne przekształcenie formy dimerycznej M2-PK do formy tetramerycznej. W konsekwencji, w wyniku aktywacji M2-PK, glukoza jest przekształcana do pirogronianu i mleczanu w procesach energetycznych aż do momentu, gdy poziom fruktozy 1,6-P2 spadnie poniżej wartości progowej, pozwalającej na dysocjację formy tetramerycznej M2-PK do dimerycznej postaci. Następnie cykl rozpoczyna się ponownie, gdy poziom fruktozy 1,6-P2 osiąga określoną górną wartość progową, wywołującą tetrameryzację M2-PK.
Gdy M2-PK występuje głównie w mało aktywnej formie dimerycznej, energia jest produkowana poprzez degradację glutaminy do asparaginianu, pirogronianu i mleczanu, co jest określone terminem glutaminolizy (rozkład glutaminy).
W komórkach nowotworowych podwyższony poziom produkcji mleczanu w obecności tlenu nazywa się efektem Warburga.